# 南锣鼓巷站
南锣鼓巷站是一个位于中国北京市东城区交道口街道与景山街道交界地安门东大街、南锣鼓巷交叉口，属于北京地铁6号线和8号线的地铁换乘站。为北京地铁首个叠落式布置的车站。车站以“南锣鼓巷”為站名，6号线车站随着6号线一期工程于2012年12月30日开通投入运营；而8号线车站随着8号线二期工程南段剩餘线路于2013年12月28日投入运营。

## 位置
南锣鼓巷站位于地安门东大街（平安大街，东西向）和南锣鼓巷（南北向）的交汇处。 地处地安门东大街与北河沿大街路口的西侧。两线车站均为东西走向，沿地安门东大街南北两侧，6号线车站偏南，8号线车站偏北，呈平行状布置。

## 结构
受地理条件限制以及出于文物保护原因，地安门东大街下方地下空间有限无法满足四线并行要求，故两线双向轨道、站台上下叠摞，左右线隧道在南锣鼓巷站呈叠落状，出站后左右线隧道逐渐分离，最终等高并行，站台亦采用侧式叠式站台。为了避免施工对地安门东大街的影响，8号线车站位于道路北侧，6号线车站位于道路南侧，站位稍微相互错开布置。车站采用类似分离式站台的形式。
6号线为地下三层车站，总长210米，出于6号线将沿北河沿大街转向南拐弯的原因（亦或为规避地上文物），轨道线路偏向东南方向，车站平面呈楔形，东端宽度近50米，西端宽度12米，6号线车站地下1层为站厅层，地下2、3层为“叠摞”布局的站台层，6号线往金安桥的线路位于地下二层，往潞城方向的线路位于地下三层；而8号线车站由于受到拆迁限制，建设为地下四层车站，8号线车站地下1层为风道和设备间，地下2至4层与6号线车站地下1至3层高度相同，功能也一致，8号线往朱辛庄的线路位于地下三层，往瀛海的线路位于地下四层。两线站厅层中部的两处扶梯直接连接到下层站台层，站厅层东、西两侧扶梯连接上层站台层，两层站台之间也有楼梯连通。两线之间上下层同向站台均以兩條长约百米的通道在6號綫站台東端和8号线站台西端相连，实现近似跨站台換乘。
乘客从6号线下行开往金安桥站方向站台层可直接换乘到8号线上行开往朱辛庄站方向站台层，6号线上行开往潞城站方向站台层可直接换乘到8号线下行开往瀛海站方向站台层，每層兩條换乘通道采取单向换乘，乘客若到反向站台层可以通过站台层之间互通的方式到达。
| 地面层                           | 出入口                    | A-F出入口                                                |
| 地下一层 6、8号线站厅层          | 站厅                      | 问讯/票务服务、自动售票机、一卡通充值 自动取款机、警务室 |
| 地下二层 6号线站台层 8号线站台层 |                           | █ 8号线往朱辛庄（什刹海）                                |
| 地下二层 6号线站台层 8号线站台层 | 侧式站台，8号线左侧開门   |                                                          |
| 地下二层 6号线站台层 8号线站台层 | 联络通道                  |                                                          |
| 地下二层 6号线站台层 8号线站台层 | 侧式站台，6号线右侧開门   |                                                          |
| 地下二层 6号线站台层 8号线站台层 | █ 6号线往金安桥（北海北） |                                                          |
| 地下三层 6号线站台层 8号线站台层 |                           | █ 8号线往瀛海（中国美术馆）                              |
| 地下三层 6号线站台层 8号线站台层 | 侧式站台，8号线右侧開门   |                                                          |
| 地下三层 6号线站台层 8号线站台层 | 联络通道                  |                                                          |
| 地下三层 6号线站台层 8号线站台层 | 侧式站台，6号线左侧開门   |                                                          |
| 地下三层 6号线站台层 8号线站台层 | █ 6号线往潞城（东四）     |                                                          |

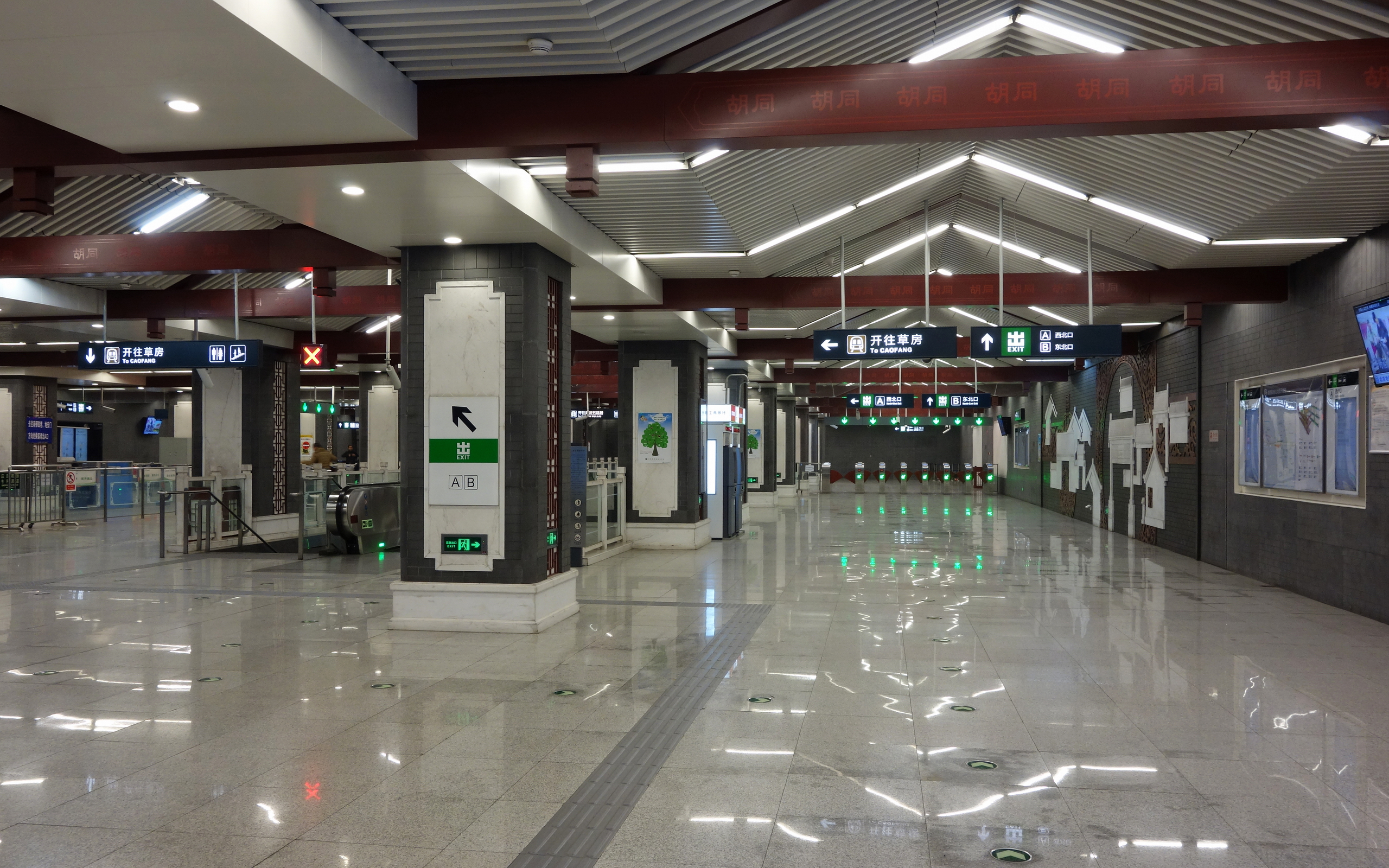
6号线车站的站厅（2014年2月摄）
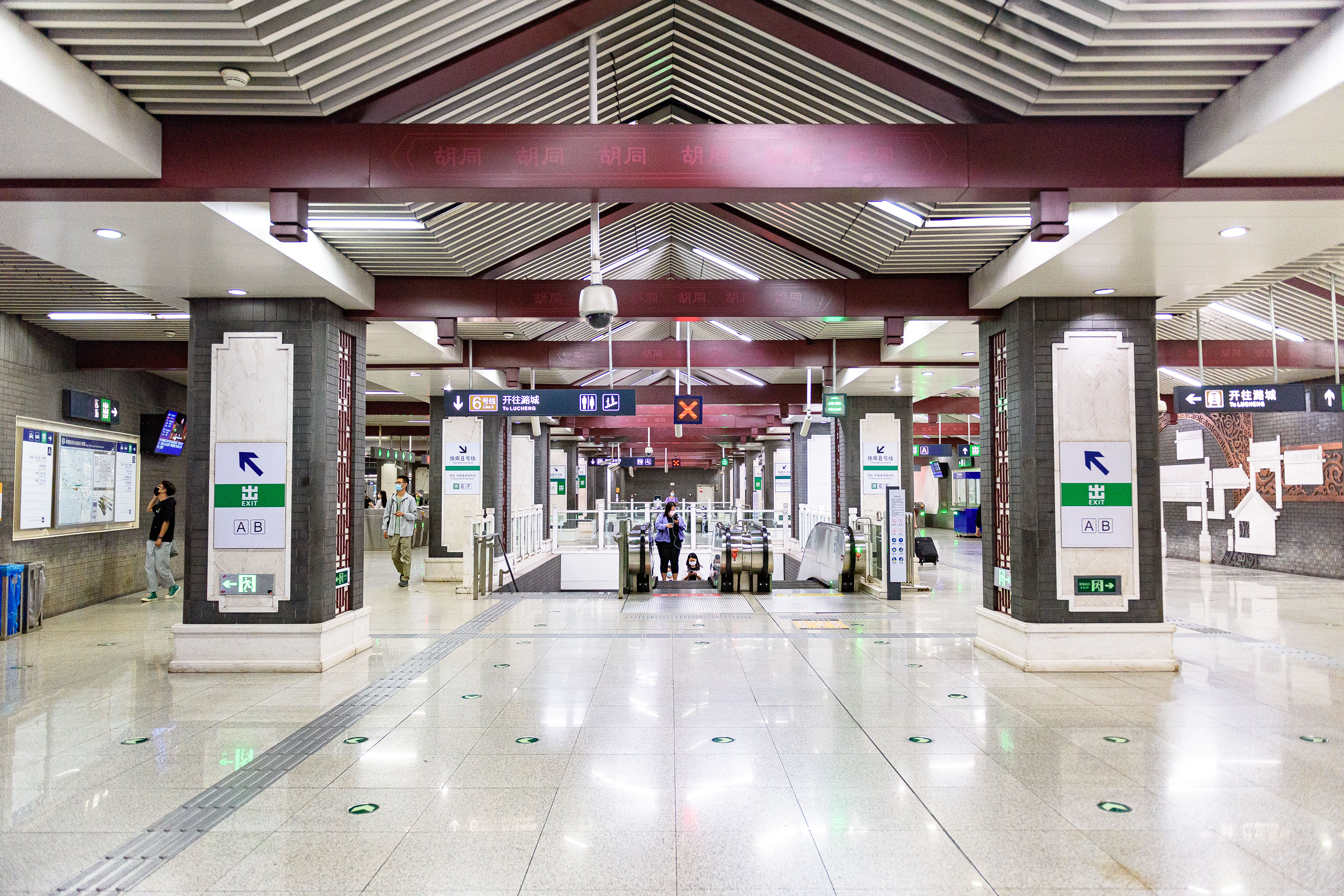
自西向东拍摄的6号线车站站厅（2021年9月摄）
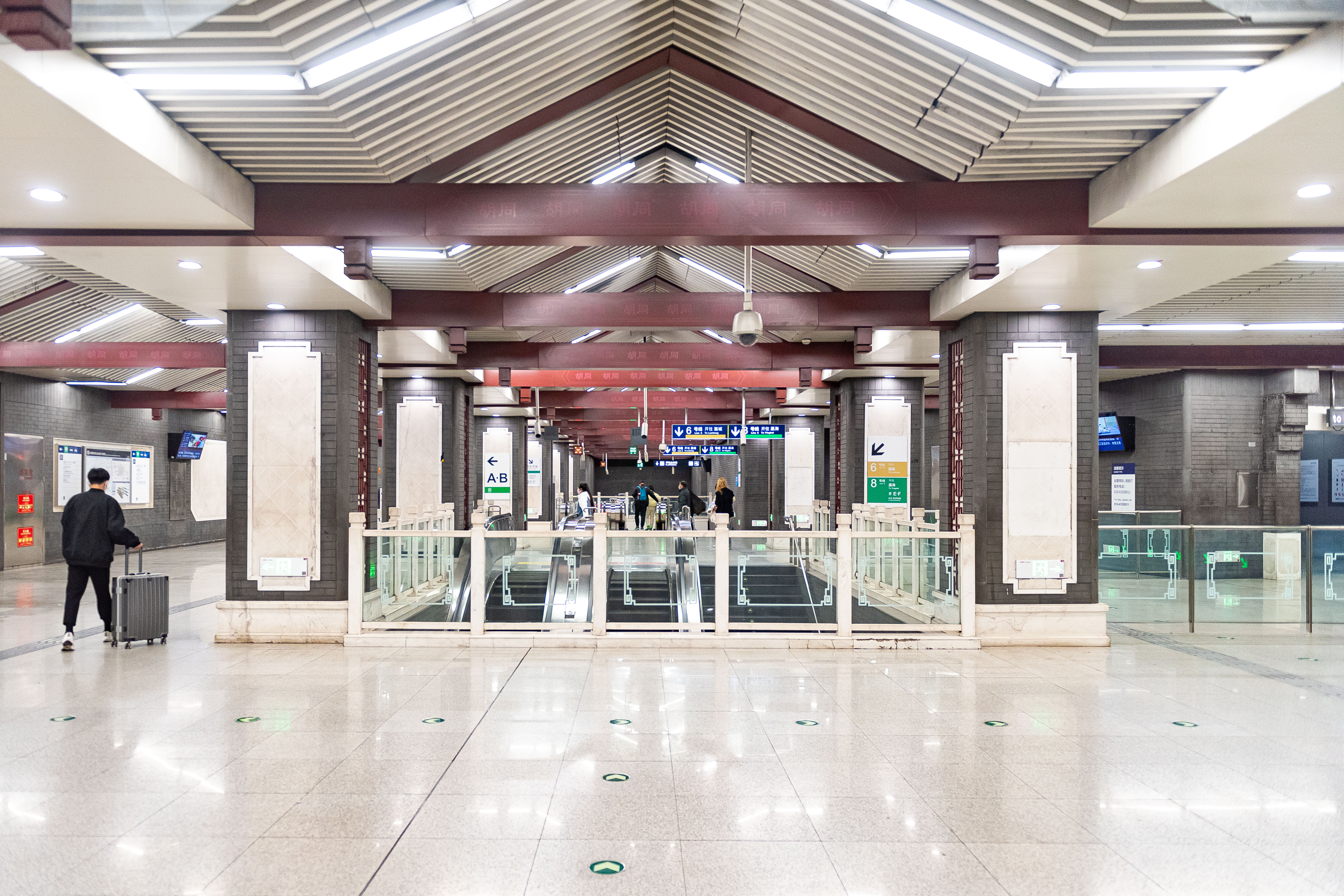
自东向西拍摄的6号线车站站厅（2023年3月摄）
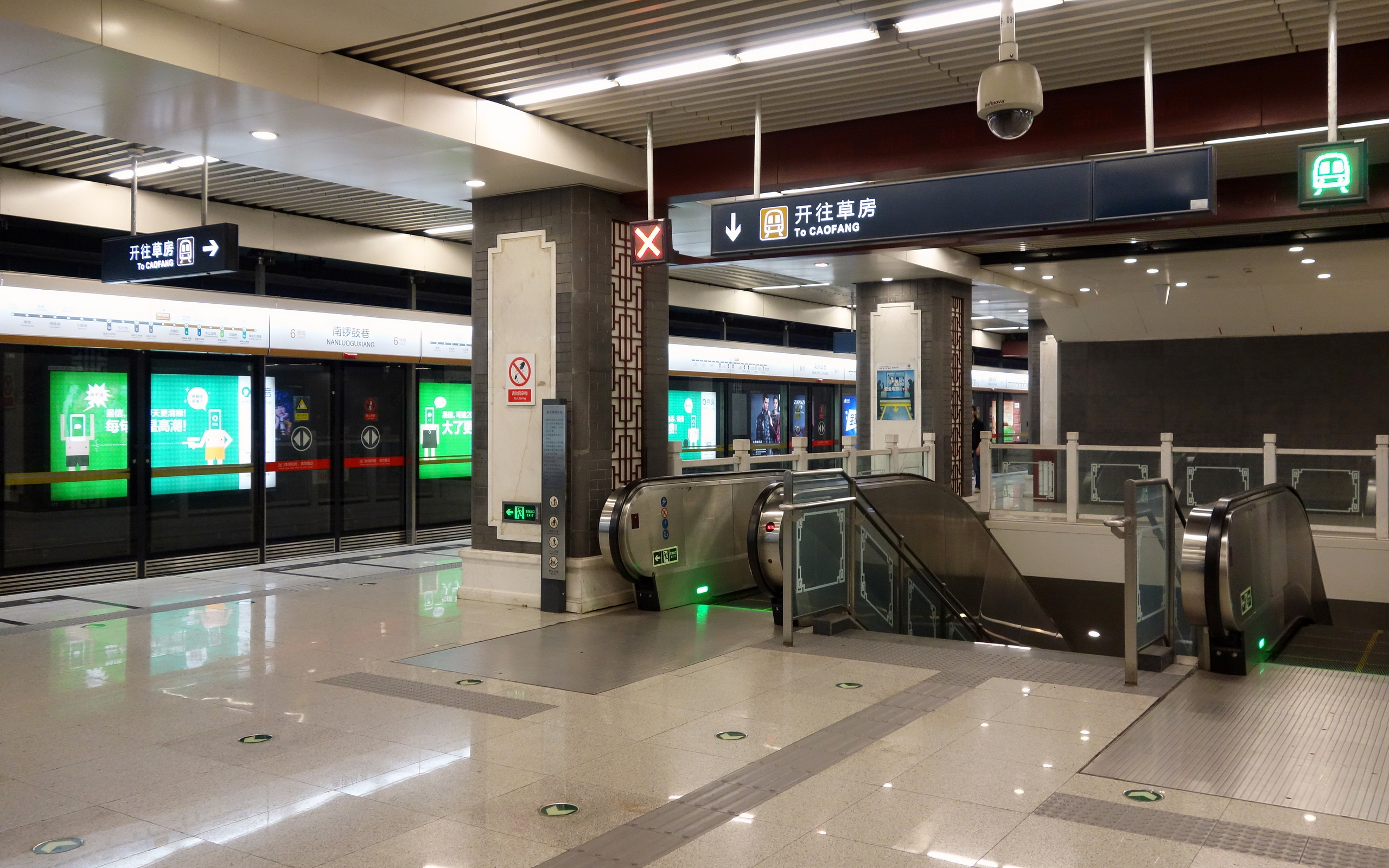
6号线上层往金安桥方向站台，通往下层站台的扶梯（2013年11月摄）
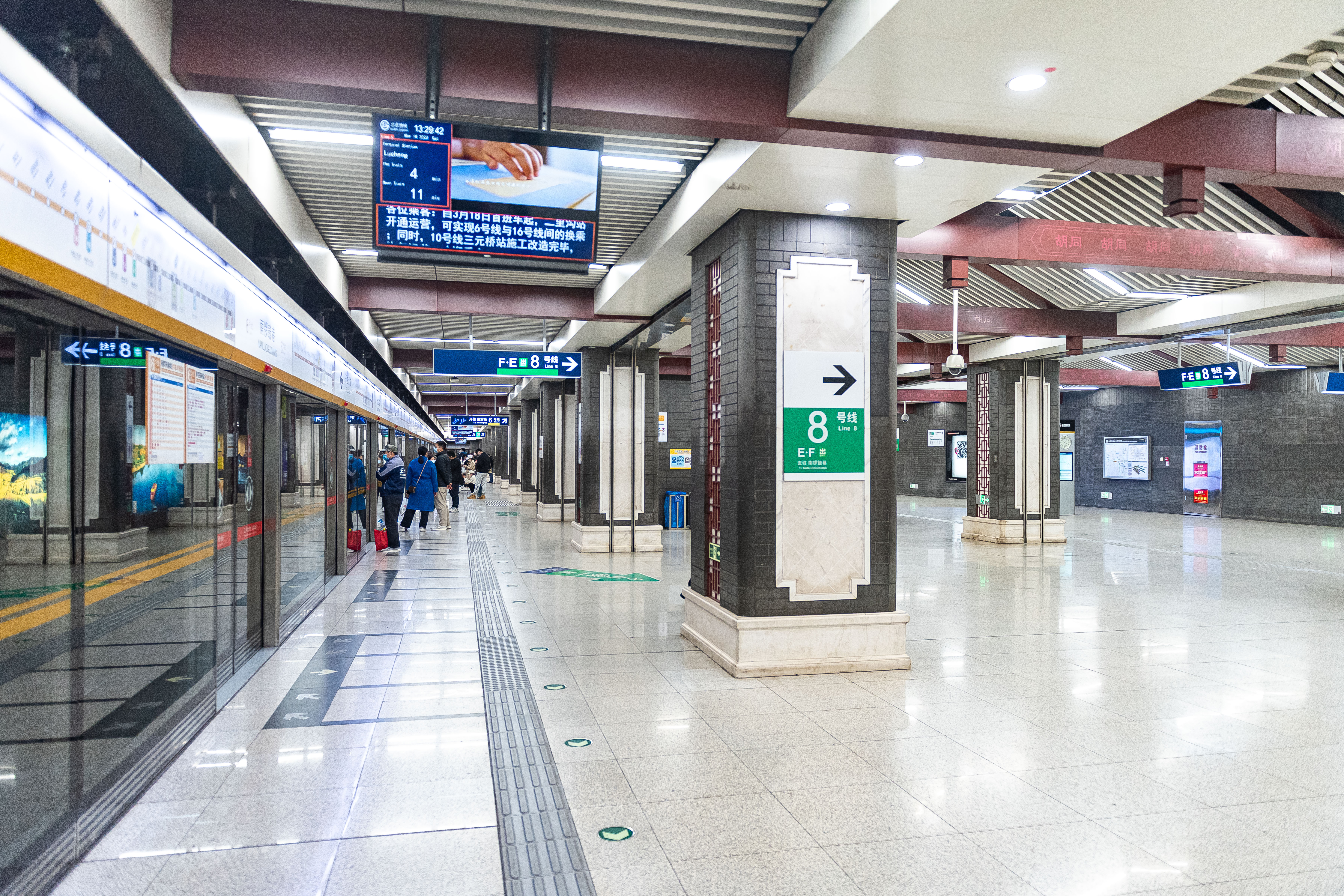
6号线下层往潞城方向站台（2023年3月摄）

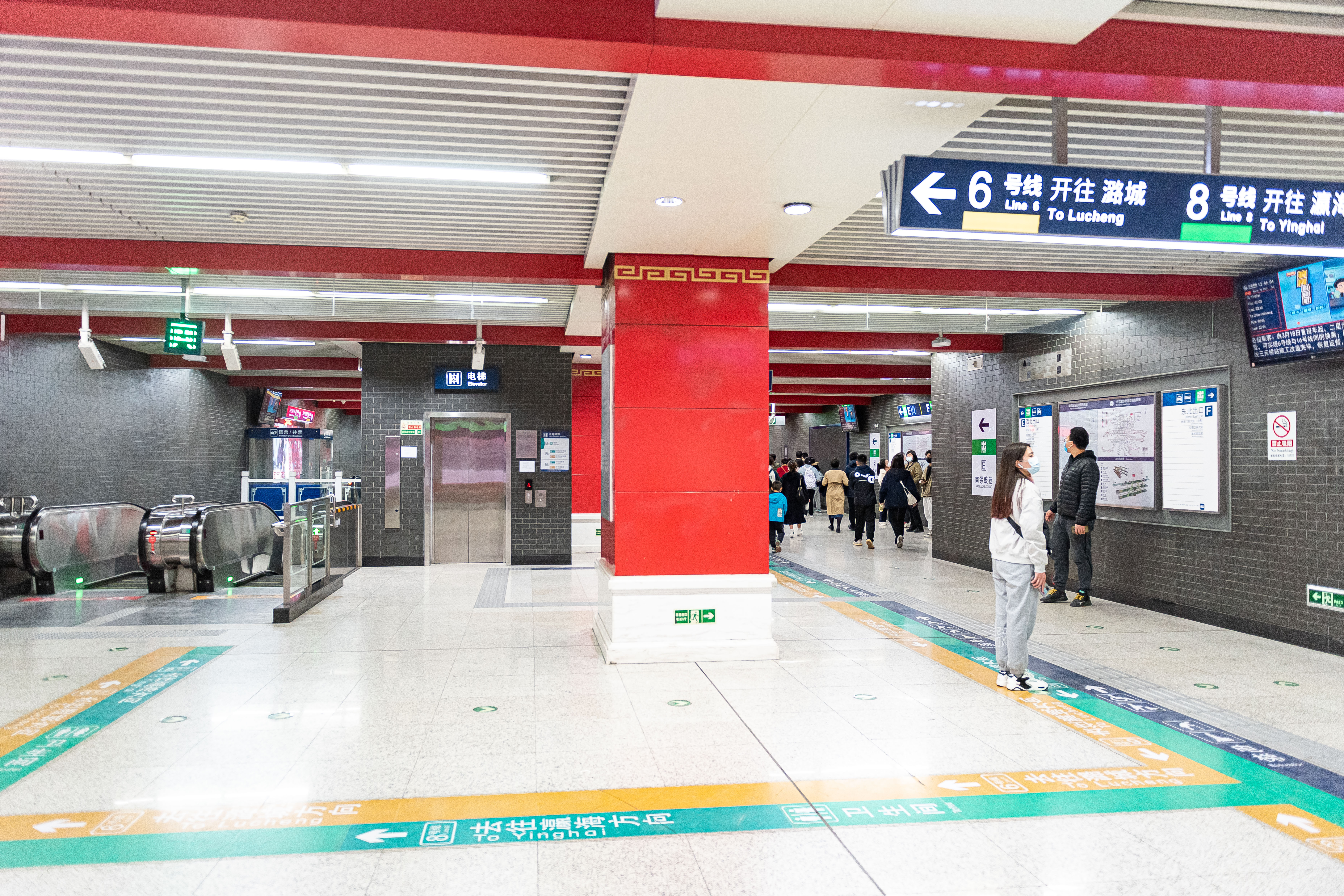
8号线车站站厅（2023年3月摄）
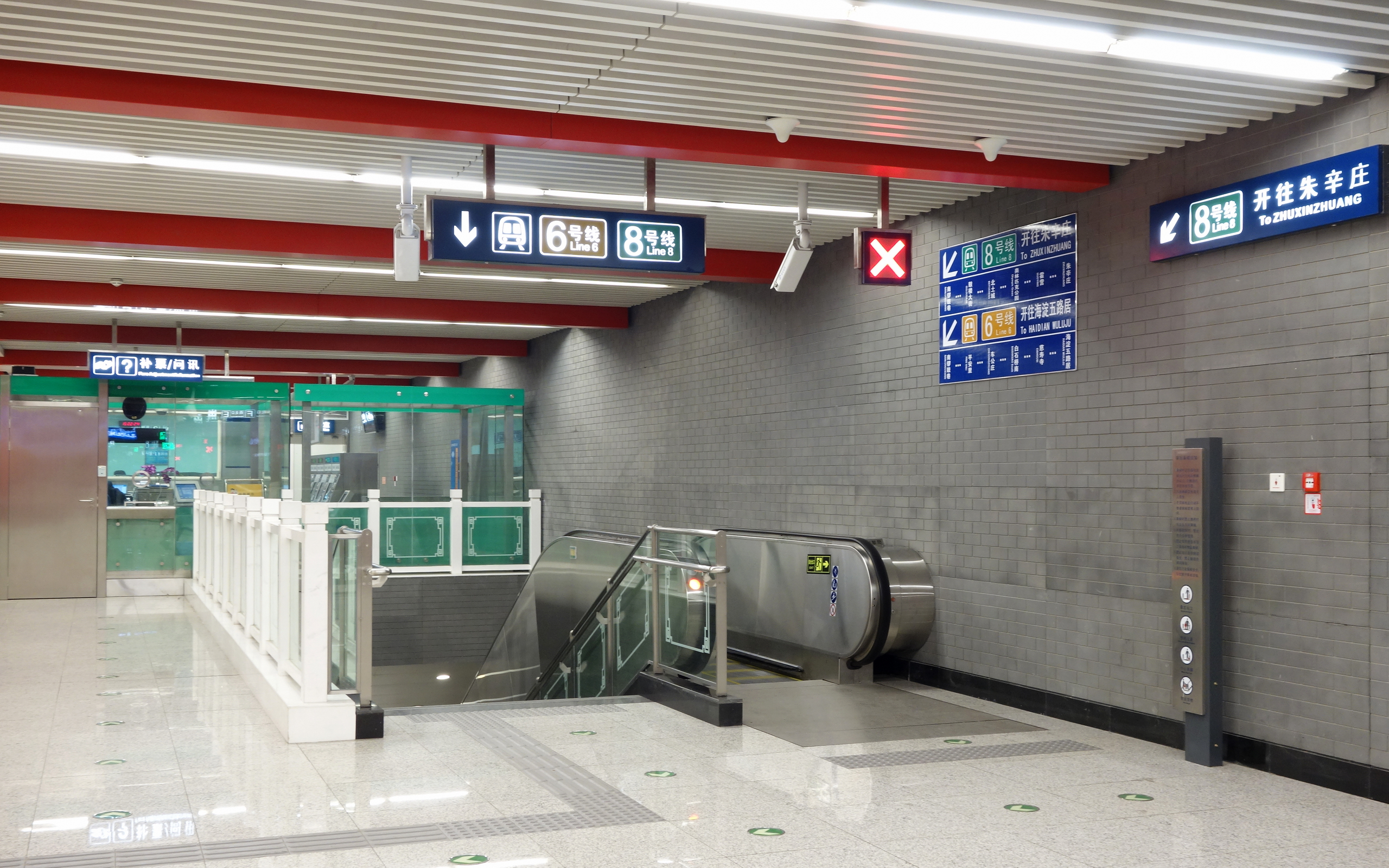
8号线站厅通往站台的扶梯（2014年2月摄）
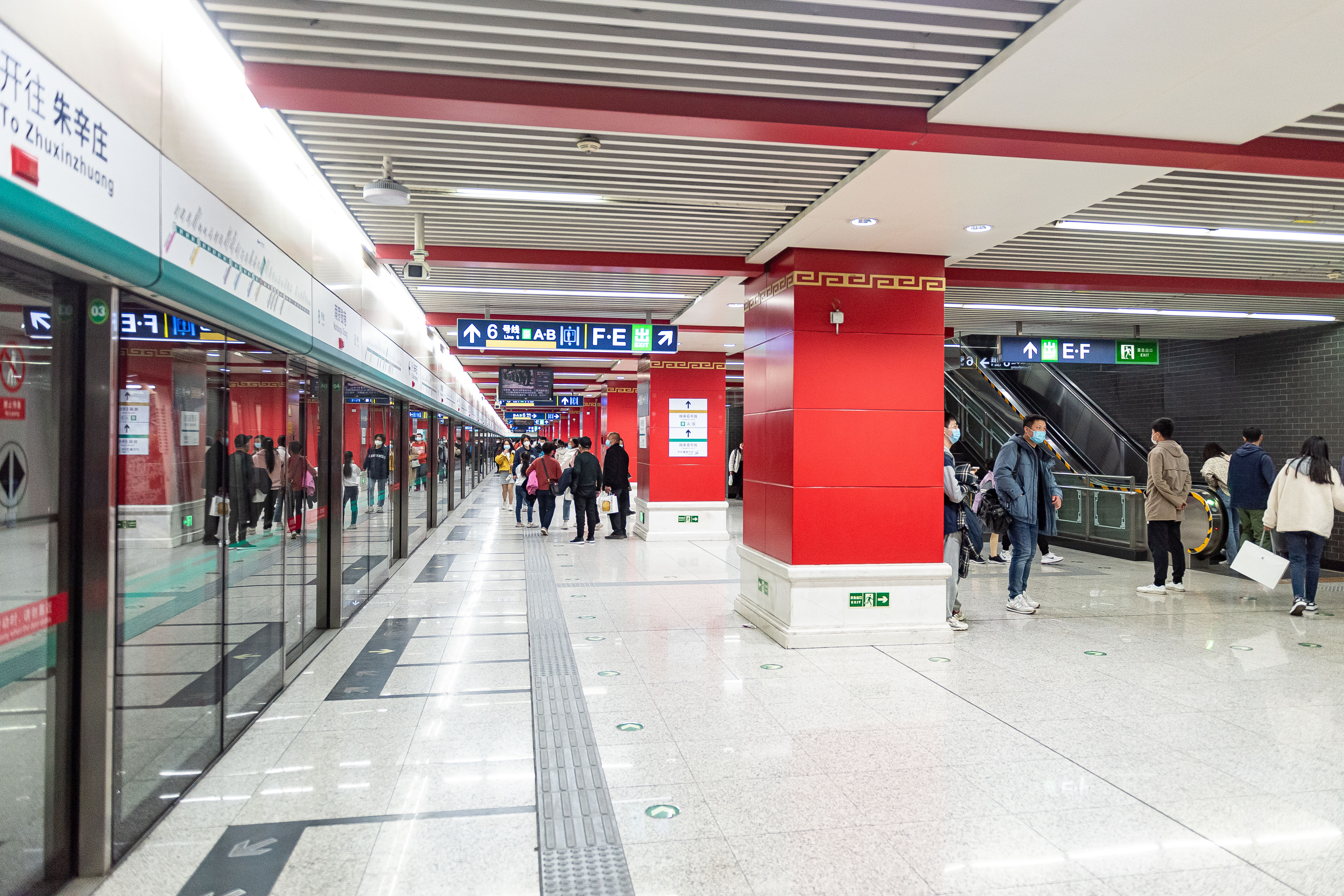
8号线上层往朱辛庄站方向站台（2023年3月摄）
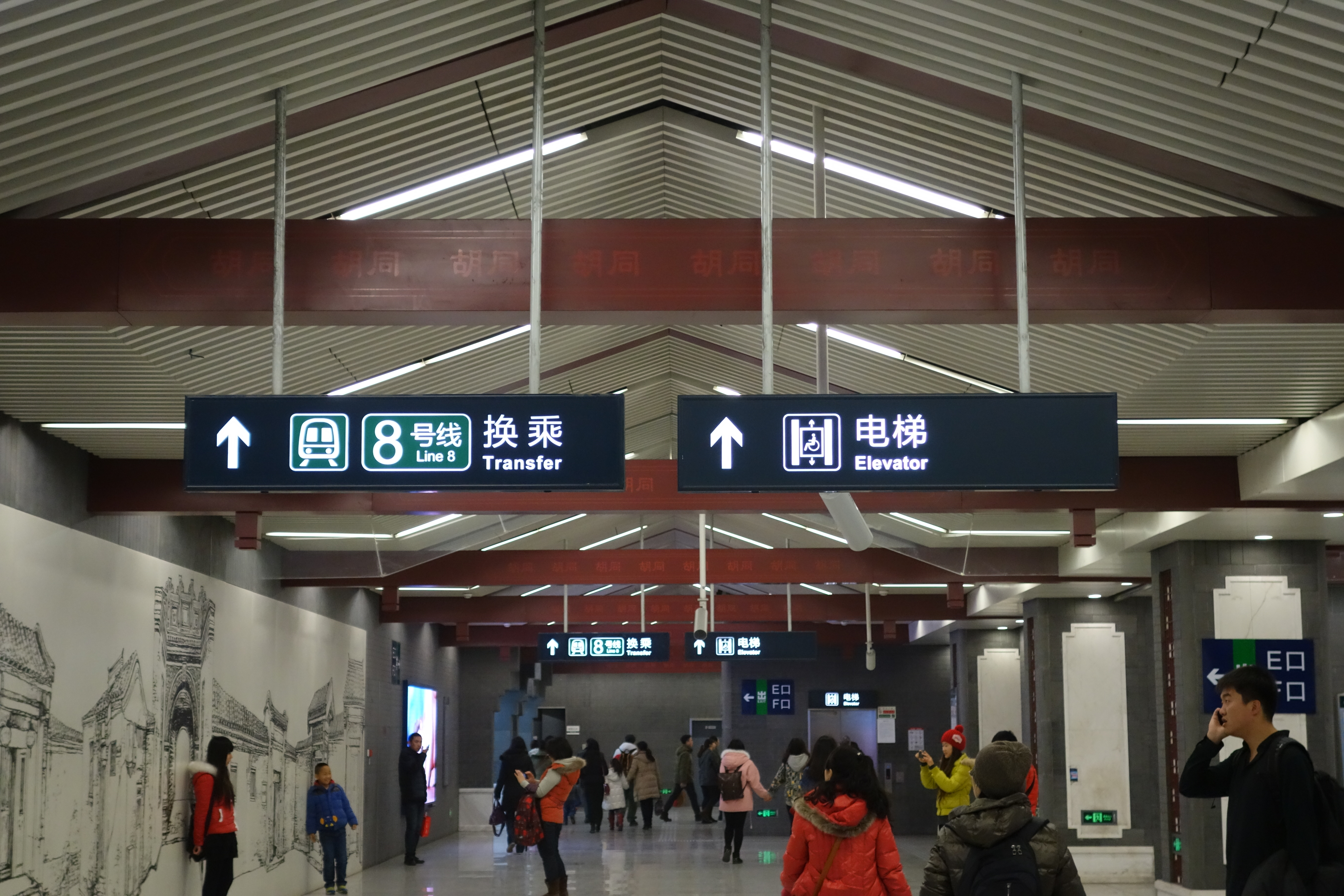
南锣鼓巷站车站装饰仿传统建筑的造型（2014年1月摄）
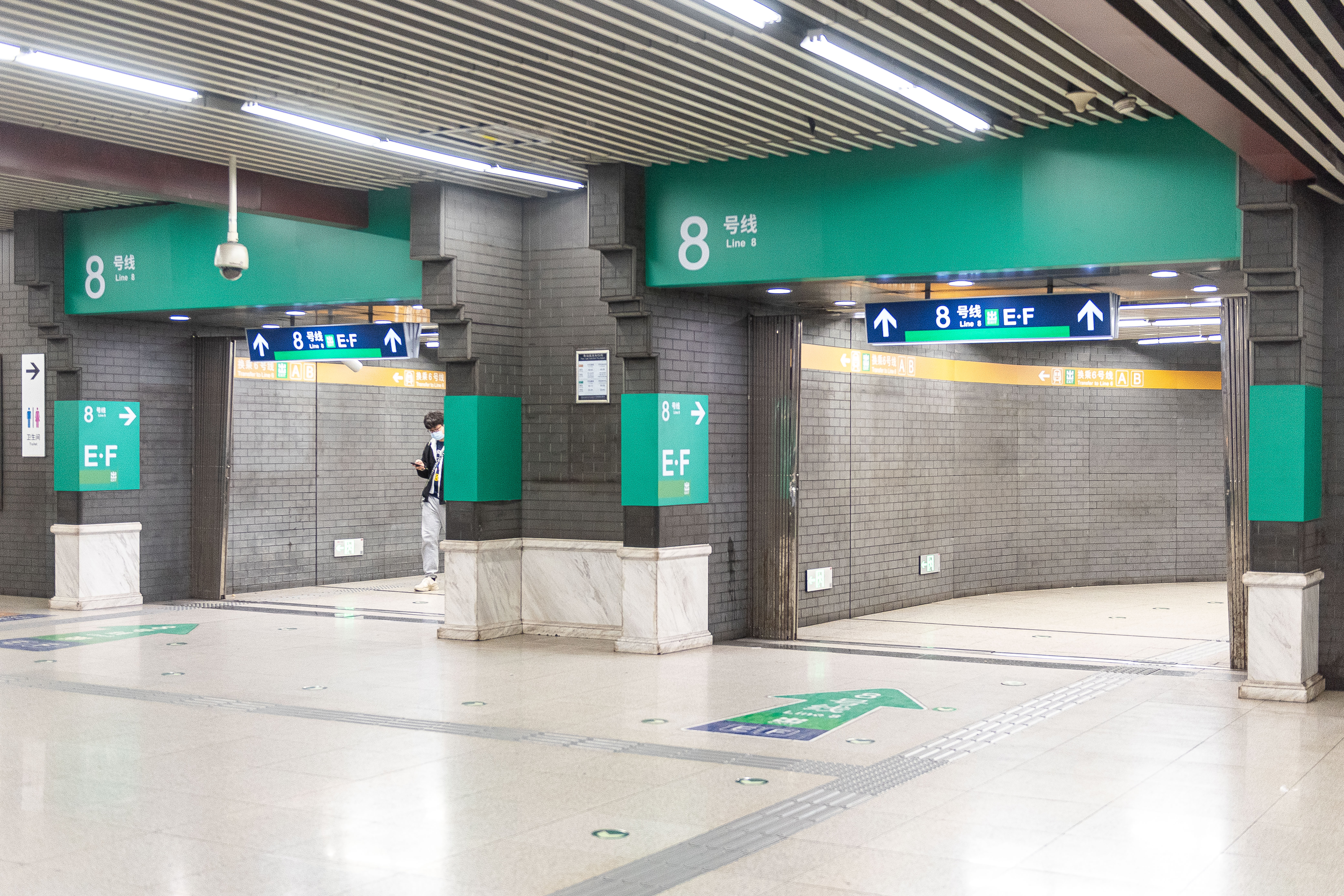
6号线站台与8号线的换乘通道入口（2023年3月摄）
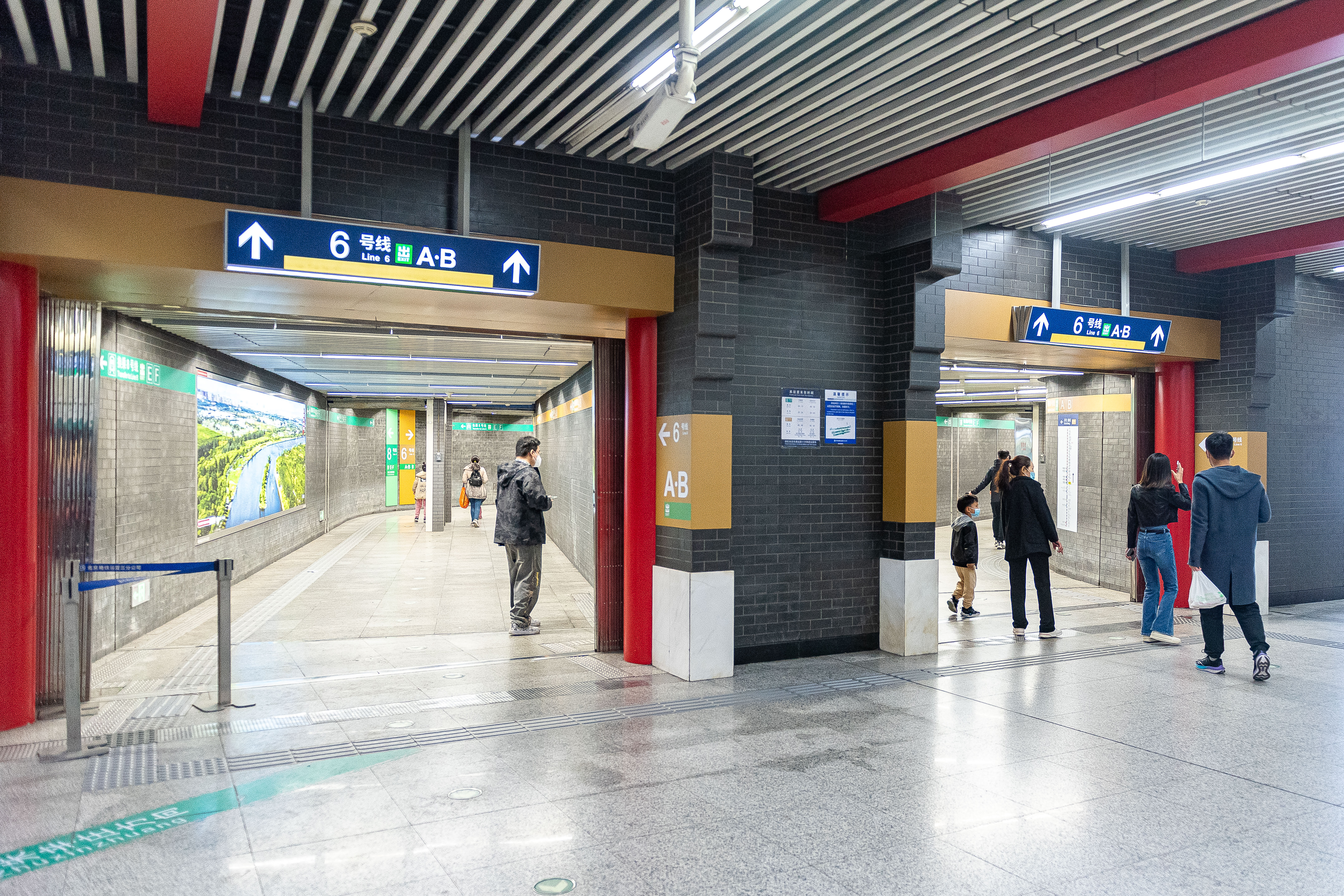
8号线站台与6号线的换乘通道入口（2023年3月摄）

该站地处北京城市风貌保护区内，由于地铁必需的基础设施建设需要拆除历史建筑，地面新建筑布局样式采取称作“城市织补”的手段，最大限度地按原状还建恢复的设计原则，造型接近北京传统民居，与周边历史建筑相协调。

## 出入口
南锣鼓巷站有四个出口，临近6号线车站的A口、B口位于平安大街以南，临近8号线车站的E口、F口位于平安大街以北。由E口出站即为南锣鼓巷南口。
由于南锣鼓巷属旅游点，高峰客流极大时，8号线南锣鼓巷站E口和F口将实行单进单出。
|                       |                      |                                                            |      |            |
|                       |                      |                                                            |      |            |
| 编号                  | 指示                 | 建议前往的目的地                                           | 照片 | 无障碍设施 |
| 连通 6号线站厅        |                      |                                                            |      |            |
| 出口 · A              | 地安门东大街（南侧） | 南锣鼓巷、地安门内大街、北海医院、中央戏剧学院             |      | 不適用     |
| 出口 · B · 升降机标志 | 地安门东大街（南侧） | 北河沿大街、东皇城根北街、美术馆后街、僧王府、科学出版社   |      |            |
| 连通 8号线站厅        |                      |                                                            |      |            |
| 出口 · E · 升降机标志 | 地安门东大街（北侧） | 南锣鼓巷（西侧）、中央戏剧学院、北京五中分校、帽儿胡同小学 |      |            |
| 出口 · F              | 地安门东大街（北侧） | 交道口南大街、美术馆后街、织染局小学、北京中医医院         |      | 不適用     |
| 註： 設有             |                      |                                                            |      |            |

## 装饰
由于车站位于北京市保存最完整的四合院区，因此站内设计风格突出展现了老北京民居特色与风俗文化。车站装饰仿照四合院的灰砖、檩条、砖雕等元素 。6号线车站内部装修是以灰色为主基调的北京传统民居胡同造型，8号线车站内部装修则是以灰色、红色为主打色调的灰墙、红柱样式。
6号线的站厅、站台墙壁装饰有《城市记忆》、《时光绘印》、《南锣印·像》三种公共艺术设计作品。
8号线的主题艺术墙《北京·记忆》由4000多个6厘米见方的琉璃块组成，琉璃块中内藏二维码用来收录向市民征集的承载对城市记忆的小物件。
- 6号线站厅艺术墙《城市记忆》，使用中国传统建筑与民族图饰表现一种文明的图谱
- 8号线站厅艺术墙《北京·记忆》，以琉璃封存北京生活老物件，拼贴成老北京典型的人物形象剪影
- 《北京·记忆》作品局部，琉璃块中的二维码收录征集的承载城市记忆的小物件

## 其他
6号线南锣鼓巷站施工区域内保留有三处未拆迁的居民院。为兼顾工期，由明挖施工改成了半暗挖施工，东段50米长的站体改为暗挖施工。
6号线开通首日，有网友在微博发布消息称，南锣鼓巷站内的一处墙体倒塌，引起很多市民感到不安。经地铁公司通报澄清，在当日22时52分倒塌的是正在施工中的6号线与8号线换乘通道的泡沫砖围挡，只是施工中属临时搭建的隔墙并非站台结构的墙体。

## 外部連結
- 南锣鼓巷站（页面存档备份，存于）－北京地鐵官方網站